# 6151 Віджет
6151 Віджет (6151 Viget) — астероїд головного поясу, відкритий 19 листопада 1987 року.
Тіссеранів параметр щодо Юпітера — 3,605.